# Bruce Cumings
Bruce Cumings (ur. 5 września 1943 w Rochester) – amerykański historyk, specjalizujący się w historii wschodniej Azji.
Tytuł doktora uzyskał na Columbia University w 1975. Wykładowca Wydziału Historii na University of Chicago. Specjalista nowożytnej historii Korei, ekonomii politycznej Azji Wschodniej i amerykańskich stosunków zagranicznych. W 1999 został członkiem American Academy of Arts and Sciences. W 2007 został laureatem nagrody Kim Dae Jung Prize for Scholarly Contributions to Democracy, Human Rights and Peace.

## Książki
- The Origins of the Korean War (2 vols). Princeton University Press,1981, 1990.
- War and Television.Verso, 1993.
- Korea's Place in the Sun: A Modern History. Norton, 1997.
- Parallax Visions: Making Sense of American-East Asian Relations. Duke University Press, 1999, paperback 2002.
- North Korea: Another Country. The New Press, 2004.
- Inventing the Axis of Evil. The New Press, 2005. (współautor)